# Carcharhinus cautus
A Carcharhinus cautus a porcos halak (Chondrichthyes) osztályának kékcápaalakúak (Carcharhiniformes) rendjébe, ezen belül a kékcápafélék (Carcharhinidae) családjába tartozó faj.

## Előfordulása
A Carcharhinus cautus előfordulási területe a Nyugat-Csendes-óceánban van. Az elterjedése Pápua Új-Guinea déli partjaitól egészen a Salamon-szigetekig és Ausztrália északi részéig tart, beleértve Nyugat-Ausztrália északi partjait is.

## Megjelenése
A nőstény legfeljebb 150 centiméter centiméter hosszú. 85-91 centiméteresen már felnőttnek számít. Háti része szürke vagy világosbarna, hasi része fehér. A hátúszók, a mellúszók és a farokúszó szélei fekete színűek. A farokúszó nyúlványain és a mellúszók végein ez a fekete színezettség úszóvégi foltozottsággá válik. A cápa oldalain fehéres sávok húzódnak.

## Életmódja
Trópusi szirticápa, amely a korallzátonyok közelében él. Főleg a kontinentális selfterületeken és a szigetek környékén található meg, bár a mélyebb vizekbe is leúszhat. Kisebb halakkal és rákokkal táplálkozik. Félénk és titokzatos cápafaj, az emberre nézve aligha veszélyes.

## Szaporodása
Elevenszülő; a peték kiürülő szikzacskója az emlősök méhlepényéhez hasonlóan a nőstény szöveteihez kapcsolódik. Párosodáskor a cápák egymáshoz simulnak. A kis cápa születésekor 35-39 centiméter hosszú.

## Felhasználása
Ennek a szirticápának, csak kisméretű halászata folyik. Emberi fogyasztásra alkalmas.